# Fluorpolymeer
Een fluorpolymeer is een polymeer waarvan het molecuul fluoratomen bevat. Karakteristiek voor deze stoffen is dat ze ongewoon goed bestand zijn tegen oplosmiddelen, zuren en basen.
Fluorpolymeren zijn toevallig ontdekt in 1938 door Dr. Roy J. Plunkett. Hij deed onderzoek aan freon (voor het bedrijf DuPont) en polymeriseerde per ongeluk tetrafluoretheen. Het resultaat was polyfluoretheen (PTFE), beter bekend onder de naam Teflon, wat de merknaam is. Het bleek een materiaal te zijn met de laagste frictie-coëfficiënt van alle bekende vaste stoffen en ongevoelig voor praktisch alle chemicaliën.
Voorbeelden van fluorpolymeren:
- PTFE (polytetrafluoretheen, Teflon)
- PFA (perfluoralkoxy polymeer hars, ook bekend als Teflon)
- FEP (gefluorideerd etheen-propeen, ook bekend als Teflon)
- ETFE (Tefzel), (Fluon)
- ECTFE (Halar)
- PVDF (Kynar)
- PCTFE (Kel-F)
- TFE (trifluorethanol)
- FPM
- CTFE
- FFKM (Kalrez, Tecnoflon FFKM)
- FKM (Viton, Tecnoflon)

Fluorpolymeren kunnen thermoharders of thermoplasts zijn.